# Les Mulleres
Les Mulleres és un jaciment arqueològic a l'aire lliure que es troba a Sant Joan les Fonts, (la Garrotxa), inclòs a l'Inventari del Patrimoni Arqueològic i Paleontològic de Catalunya.
Està constituït únicament per indústria lítica recollida en la superfície dels camps de conreu. El jaciment va ser descobert el 1983 per Ramon Campderrich i Ramon Sacrest del Museu de la Garrotxa (Olot). S'hi van fer unes quantes prospeccions fins al desembre de 1984. El material arqueològic del jaciment de les Mulleres va ser trobat en el nivell edàfic que cobria les colades de lava procedents del volcà de la Garrinada, que va tenir una forta activitat durant interglacial Riss-Würm. Gabriel Alcalde i altres investigadors que van estudiar el material indiquen que el jaciment va tenir un únic moment d'ocupació. Aquests destaquen la notable presència de burins que atribueixen al Paleolític descartant una hipòtesi postpaleolítica. No obstant, altres autors com Narcís Soler no descarten una ocupació gravetiana a partir de la presència de dues puntes de dors profund. Les restes recollides fan un total de 234 de les quals únicament 43 són eines, entre les quals destaquen rascadors, raspadors, denticulats, abruptes i burins. El material més emprat és el sílex (73%), seguit de quars (20%).